# Plagiaulacidae
Plagiaulacidae — родина дрібних викопних ссавців ряду Багатогорбкозубі (Multituberculata). Представники родини відомі з пізньої юри Північної Америки та ранньої крейди Європи.

## Класифікація
До родини відносять три роди:
- Plagiaulax
- Bolodon